# Abaháza (Szatmár vármegye)
Abaháza Nyírmeggyes és Nyírcsaholy között létezett falu Szatmár vármegyében.

## Fekvése
Nyírmeggyes és Nyírcsaholy között feküdt, pontos helye nem ismert.

## Története
A Csaholyiak, később a Kállaiak korán elpusztult, a 14. századnál nem régibb falva Csaholy-Meggyes vidékén.
Abaháza első írásos említése az egri káptalan 1358. augusztus 29-én kelt oklevelében történt, melyben a káptalan jelenti  I. Lajos királynak, hogy Szécsi Miklós országbíró meghagyásából Jánosi (Derzsi) Kántor Miklós fiai részére Hetény (Hodász) birtok és Nagysemjéni (Kállai) István Radalf nevű birtoka között határt járatott. Ekkor Tövisi István Meggyes és Abaháza birtokosa.  1381-ben Csaholyi Sebestyén és János Reszegéért elcserélik. 1390-ben határait Csaholy és Meggyes felől megjárták. 1810-ben még puszta volt, de azután megszünt.